# Pytloušovití
Pytloušovití (Heteromyidae) je čeleď hlodavců z podřádu Castorimorpha, kam patří i bobři a pytlonošovití. Žijí v severní a střední Americe a v severních částech Jižní Ameriky. Jsou to noční zvířata živící se semeny a zeleninou i hmyzem.
Jde spíše o menší hlodavce – délka těla se pohybuje do 20 cm. Jejich vnější vzhled je rozdílný – někteří vypadají jako myši, jiní mají prodloužené zadní nohy, takže se podobají tarbíkům. Všichni však mají vnější lícní torby k přenášení potravy, což je řadí blízko k pytlonošovitým. Čeleď zahrnuje 6 rodů s celkem 60 druhy.

## Výskyt
Pytloušovití hlodavci jsou rozšířeni v severní a střední Americe od jižní Kanady až po Panamu a zasahují i do severozápadní části Jižní Ameriky (po Trinidad a Tobago na východě a Ekvádor na jihu). Nejvíce druhů žije v USA a v Mexiku.
Vyskytují se v různých prostředích, od pouští po tropické deštné lesy.

## Taxonomie
Šest známých rodů se seskupuje do 3 podčeledí:
podčeleď tarbíkomyši (Dipodomyinae)
- tarbíkomyš (Dipodomys) – 22 druhů žijících na západě a středozápadě USA a v Mexiku, zasahují i do jižní Kanady (Alberta a Saskatchewan),
- tarbíkomyška (Microdipodops) – 2 druhy vyskytující se v Nevadě, Oregonu, Utahu a přilehlých oblastech Kalifornie

podčeleď Heteromyinae – pytlouši štětinatí
- Heteromys – pytlouš – 7 druhů žijících ve Střední Americe od východního Mexika po Trinidad a Tobago a severozápadní Ekvádor v Jižní Americe,
- Liomys – pytlouš – 5 druhů vyskytujících se od jižního Texasu v USA po Panamu,

podčeleď Perognathinae – pytlouši myší
- Chaetodipus – pytlouš – 15 druhů rozdělených do podrodů Xhaetodipus a Burtoghnatus; příslušníci prvního z nich žijí od jihozápadu USA (Arizona, Nevada, Nové Mexiko a jižní Kalifornie) po střední Mexiko, druhý podrod zasahuje navíc na sever až do Severní Dakoty,
- Perognathus – pytlouš – 9 druhů vyskytujících se od jihu Kanady (jižní Alberta, Manitoba a Britská Kolumbie) přes západ Spojených států po střední Mexiko.

Pro rody Heteromys, Liomys, Chaetodipus a Perognathus nemáme jedinečný český název, a proto je všechny označujeme jako pytlouše.
Někteří autoři (Rogers, 1990) považovali pytlouše rodu Liomys za blízce příbuzné některým druhům rodu Heteromys, a proto oba rody sloučily do rodu Heteromys. Ostatní autoři však zachovávají Liomys jako samostatný rod.

### Historický výskyt
Pytlouši jsou známí z historických nálezů ze Severní Ameriky z třetihor od počátků oligocénu až po současnost.

## Vzhled
Tělo je dlouhé 55–180 mm. Ocas měří 45–215 mm; je skoro vždy delší než tělo a aspoň na konci je bohatě osrstěný. Stejně jako pytlonošovití mají lícní torby, které vyprazdňují a opět zatahují pomocí zvláštního svalu. Někteří mají kůži měkkou až sametovou, jiní hrubou.
Váží od 7 do 180 g. Nejmenší a nejlehčí jsou pytlouši rodu Perognathus (7–28 g) a tarbíkomyšky (10–17 g); nejtěžší tarbíkomyši (35–180 g).
Lebka má jen tenké kosti a není nijak zvláště přizpůsobena životu pod zemí. Čelisti jsou malé a slabé. Nachází se v nich 20 zubů, které jsou uspořádány podle zubního vzorce
- 1.0.1.3
- 1.0.1.3

S výjimkou tarbíkomyší (Dipodomys) jim stoličky během života nedorůstají.

## Způsob života

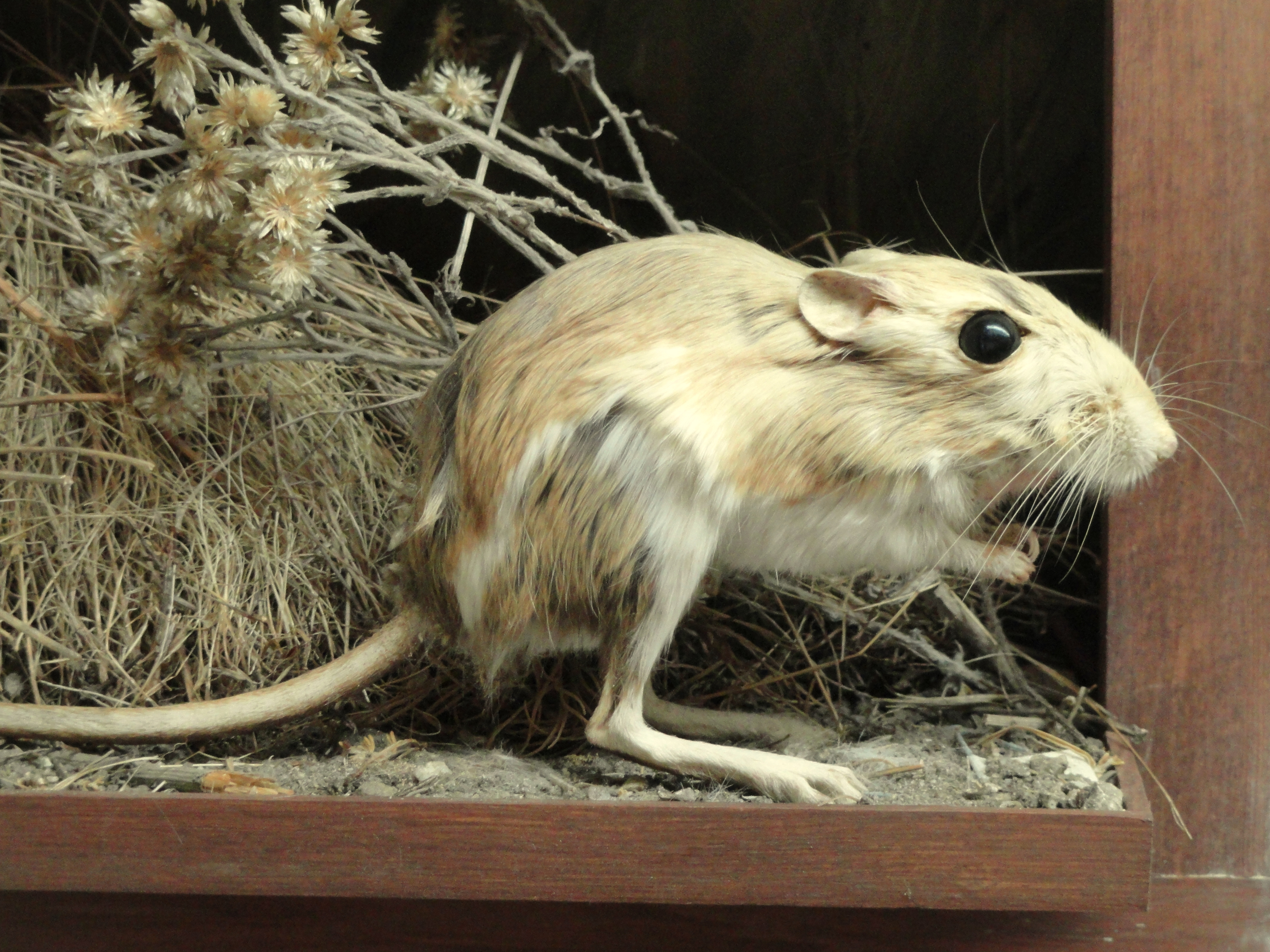
Tarbíkomyš úzkohalavá (Dipodomys venustus)

Pytloušovití si vyhrabávají nory pod stromy, křovím nebo spadlými kmeny. Vchod do nory je malý a kruhový; někdy je vedle něj kupka vyhrabané zeminy. Systém tunelů vede obvykle k několika místnostem a často má více východů. Když se v noci vrací ze shánění potravy, zahrabávají si někteří pytloušovití vchody do nor vlhkou hlínou, což jim umožňuje lépe přečkat horké denní období.
V norách se zvířata zdržují také v chladném nebo deštivém období.
Pytloušovití jsou noční zvířata. Živí se různými semeny a zeleninou, jejich jídelníček však zahrnuje taky hmyz a jiné bezobratlé. Většina druhů si ukládá potravu do zásobních komor v norách. Některé druhy nepotřebují pít a všechnu potřebnou vodu získávají z potravy.
Pytlouši se pohybují po čtyřech končetinách stejně jako myši, ale tarbíkomyši a tarbíkomyšky většinou skáčou jen po zadních nohách, přičemž ocasem udržují rovnováhu. Pokud sedí, slouží jim ocas jako opora. Stejně jako většina ostatních hlodavců nepřezimují, ale pytlouši rodu Perognathus upadají při sychravém počasí do netečnosti.